# Zorro (seriál, 1990)
Zorro je americký dobrodružný televizní seriál, adaptace příběhů o stejnojmenném maskovaném mstiteli. Vysílán byl v letech 1990–1993 na stanici The Family Channel, celkem vzniklo 88 dílů rozdělených do čtyř řad. Natáčení seriálu probíhalo v Madridu.
V Česku byl seriál vysílán od 18. února 1995 do 1. června 1997 na TV Nova.

## Příběh
Počátkem 19. století utlačuje v Horní Kalifornii krutý velitel Los Angeles, alcalde Ramone, chudé obyvatele puebla. Don Alejandro de la Vega proto povolá ze Španělska svého syna Diega, který předstírá, že ho zajímají pouze knihy a pokusy. Ve skutečnosti však s bezprávím bojuje jako maskovaný mstitel Zorro.

## Obsazení
- Duncan Regehr jako don Diego de la Vega / Zorro
- Patrice Camhi-Martinez jako Victoria Escalanteová
- James Victor jako seržant Jaime Mendoza
- Michael Tylo jako alcalde Luis Ramone
- Juan Diego Botto jako Felipe
- Efrem Zimbalist Jr. (1. řada) a Henry Darrow (2.–4. řada) jako don Alejandro de la Vega
- John Hertzler jako alcalde Ignacio de Soto (3.–4. řada)